# Adenopterus dubius
Adenopterus dubius är en insektsart som beskrevs av Otte, D. 1987. Adenopterus dubius ingår i släktet Adenopterus och familjen syrsor. Inga underarter finns listade i Catalogue of Life.